# Domagoj Pavičić
Domagoj Pavičić, né le 9 mars 1994, est un footballeur croate évoluant actuellement au poste de milieu de terrain au FK Sarajevo en prêt de l'Aris Salonique.

## Biographie
Domagoj Pavičić est formé au Dinamo Zagreb. Afin de gagner du temps de jeu, il se voit prêté à deux reprises au Lokomotiva Zagreb.
Pavičić participe au championnat d'Europe des moins de 19 ans 2012 avec la sélection croate.

## Palmarès
- Champion de Croatie en 2014, 2015 et 2016 avec le Dinamo Zagreb.
- Coupe de Croatie en 2015 avec le Dinamo Zagreb.